# تشارلز بروكس جونيور
تشارلز بروكس جونيور (بالإنجليزية: Charles Brooks Jr.) 1 سبتمبر 1942 – 7 ديسمبر 1982)، وعرف أيضًا بـشريف أحمد عبد الرحيم ، هو شخص أدين بالقتل العمد، وهو أول شحص يحاكم بالإعدام بالحقنة القاتلة.
```
 تشارلز هو أول سجين يحكم عليه بالإعدام في تكساس منذ عام 1964، وأول 
أمريكي أفريقي
 ينفذ به حكم الإعدام في الولايات المتحدة بعد عهد 
غريغ
.
```